# Maszamune
Maszamune, akit úgy is ismernek, mint Goró Nyúdó Maszamune (五郎入道正宗, Hepburn: Gorō Nyūdō Masamune), vagy Okazaki Maszamune (岡崎 正宗, Hepburn: Okazaki Masamune) – bár néhány szakértő úgy véli, hogy ezt a nevet csak kitalálták annak érdekében, hogy ezzel tovább növeljék a Tokugava ház hatalmát – feltehetően 1264-től 1343-ig élt, és Japán egyik, ha nem a legnagyobb kardkovácsaként tartják számon. Életével kapcsolatos számadatokat alig ismerünk, valószínűleg a korábban említett évszámok sem fedik a valóságot, ugyanakkor általánosságban úgy vélik, hogy munkásságának nagy részét a késő 13. és a kora 14. század környékén végezte a Kamakura korszak végén és a Nanboku-csó korszak elején (1288–1328).
Munkásságának helyszíne Szagami tartomány volt. Bizen és Jamasiro tartományból származó kardkovács mesterek tanították, mint pl.: Szaburo Kunimune, Avatagucsi Kunicuna és Sintógo Kunimicu. Ő maga is sok más kardkovács növendéket tanított, 15 ismert, de ezek közül 10 csak legenda, akiket Dzsuttecunak neveznek, vagy a Tíz Híres Tanítványnak/ Maszamune Tíz Nagy Tanítványának. Vannak viszont, akik úgy vélik, hogy a tíz legendás tanítvány közül néhány valóban Maszamune mester alatt tanult.
Maszamune munkássága alatt tőröket és kardokat készített, japán kifejezéssel tantó és tacsi. Fegyvereit a Szosu hagyománynak megfelelően kovácsolta.
Maszamunének volt egy fia is – Hikosiro Szadamune – aki sokak által, apjához hasonlóan nagy kardkovácsként van számon tartva.

## Maszamune stílusa
Maszamune kardjai hatalmas elismerésnek és tiszteletnek örvendenek kimagasló minősége és szépsége miatt, amelyeket egy olyan korszakban alkotott, amelyben a kardkovácsoláshoz használt fém gyakran szennyeződésekkel volt teli.
A „nie” (錵) művészetének tökélyre fejlesztését is neki tulajdonítják, amely azt foglalja magába, hogy a perlit alapanyagba martenzit kristályokat szór, amelyek az éjszakai égbolt csillagjait hivatottak ábrázolni.
Maszamune pengéi főként szuguha hamon és notare hamon stílusban készültek. Az első esetében a penge éle fölött, azzal párhuzamosan egy egyenes vonal fut, míg a második esetében egy hullámos vonal kíséri a penge élét végig. Létezik néhány penge, ami ko-midare stílusban készült, amely egy cakkozott mintát eredményez a pengén. Ez a stílust valószínűleg a régi Bizen és Hóki tartományból ered.
Kevés bizonyíthatóan Maszamune által készített kard létezik, mivel ritkán látta el őket bármiféle jelzéssel, de a Fudo Maszamunét, a Kjógoku Maszamunét és a Daikoku Maszamunét elismerik Maszamune hiteles munkáinak.
Az általa készített kardokat említik a leggyakrabban a Kjóho Meibucu Csoban felsoroltak közt. Ez egy katalógus volt, amelyben összeírták a daimjó (földesúr) tulajdonában lévő legkiválóbb kardokat. A katalógus a Kjóho korszak alatt a Hon’ami család becsüsei és csiszolói által voltak szerkesztve. A katalógus a Tokugava sógunátus irányítója, Tokugava Josimune parancsára készült 1714-ben és három könyvből áll. Az első könyv címe Nihon Szanszaku, amelyben felsorolják a három legnagyobb kardkovácsot Tojotomi Hidejosi véleményéhez igazodva. Ilyen például Ecsu Macukara Go Umanoszuke és Avatagucsi Tosiro Josimicu, de a könyv tartalmaz negyvenegy Maszamune által készített kardot is. A három könyv együtt hatvanegy kardot említ, amelyek Maszamune által készültek. A könyvekben lényegesen több Maszamune által készített kardot említenek, mint a három másik nagy kardkovács nevéhez fűződőket együttvéve. Valószínű ez annak köszönhető, hogy Hidejosi nagyon kedvelte a Szosu kardkovácsok művészetét. A könyvekben felsorolt kardok egyharmada a legnagyobb Szosu mesterek által lettek kovácsoltak, köztük fellelhető Maszamune neve is.

## Összehasonlítás Muramaszával
Maszamune kardjait gyakran állítják szembe Muramasza, egy másik rendkívül híres japán kardkovácsmester munkáival. Muramaszát gyakran helytelenül Maszamune kortársaként írják le, sőt van, hogy a tanítványként. Ez azért helytelen, mivel Muramasza keltezéssel látta el a kardjait, innen tudjuk, hogy az 1500-as évek környékén élt, tehát lehetetlen, hogy valaha is találkozott volna Maszamunéval. A legendákban Muramasza kardjait vérszomjas és gonosz tárgyakként írják le, míg Maszamunéit egy lélekben kiegyensúlyozott és nyugodt harcos szellemével azonosítják.

## Maszamune és Muramasza legendái
Egy legenda szerint egy napon Muramasza mesterét, Maszamunét kihívta, hogy megbizonyosodjanak arról, melyikük képes tökéletesebb kardot készíteni. Mind a ketten fáradhatatlanul dolgoztak kardjukon. Mikor elkészültek a fegyverek, elkezdődött a próbatétel, vajon melyiküké a tökéletesebb. 
A próba abból állt, hogy mindkettőjüknek egy kis patakba állva az áramlattal szembe kellett fordítaniuk a pengéjüket. Murmasza kardja, a Dzsúcsi Joszamu (十千夜寒, Tízezer Hideg Éj) mindenen keresztülvágott, ami csak az útjába került; halakat, a víz tetején úszó leveleket, de még a víz felszíne fölött süvítő szelet is kettéhasította. Maszamunét lenyűgözte tanítványa mesterműve. 
Ezután a mester is elővette kardját, a Javarakai-Tét (柔らかい手, Gyengéd Kéz) és belehelyezte a kis patakba. A mester ezután türelmesen várt. A penge csak a leveleket vágta át, a halak békésen úszkáltak mellette, a szél pedig gyengéden elsuhant a penge mellett. Egy kis idő elteltével Muramasza megelégelte és elkezdte kigúnyolni mesterét, miután úgy látta: mestere képtelen használható pengét készíteni. A mester csak mosolygott és a hüvelybe csúsztatta kardját. Muramasza mindvégig megjegyzéseket tett Mestere munkájára, mivel képtelen volt akármit is kettévágni. 
A távolból egy szerzetes figyelemmel kísérte a jelenetet, majd odalépett hozzájuk, mélyen meghajolva a két kardkovács előtt, s a látottakat összegezte a tanítványnak. Az első kard minden tekintetben tökéletes fegyver, ámde vérszomjas és gonosz, mivel nem válogat: mindent kettéhasít, ami csak az útjába kerül, ámde a második kard messze túltesz az előzőn, mivel nem vágja meg szükségtelenül az ártatlanokat.
Egy másik monda szerint mind a két kard egyformán kettévágta a leveleket, viszont Muramaszáéhoz hozzátapadtak, míg a mesterééhez nem. Egy másik verzióban mind a két penge kettévágta a leveleket, de Maszamune esetében a vágás után a levelek két fele újra egyesült. Szintén egy másik verzióban Muramasza pengéje kettévágta a leveleket, míg Maszamunééról lepattantak, vagy egy másik elbeszélésben Muramasza kardja kettévágta a leveleket, mesteréé pedig összeforrasztotta a darabokat.
Végezetül egy másik legenda szerint a sógun vagy a császár kérésére mind a ketten kardot készítettek, majd a kardokat egy vízesés alá helyzeték. A történet innentől ugyanaz, mint az eddigiek. Maszamune munkáit szent kardoknak vélték. E történet variációjában Muramaszát gonosz kardok kovácsolásáért kivégzik.

## Maszamune tanítványai
Dzsuttecu – A Tíz Híres Tanítvány/ Maszamune Tíz Nagy Tanítványa
- Kanemicu (備前國長船住兼光 – Bizen Kuni Oszafune dzsu Kanemicu, 備前長船住兼光 – Bisu Oszafune dzsu Kanemicu, 備前國長船住左衛門尉藤原兼光 – Bizen no Kuni Oszafune dzsu Szaemondzso Fudzsivara Kanemicu) Az ő nevéhez fűződnek a valaha készült legélesebb kardok. Egyike a kevés Szai-dzso vazamononak értékelt (tökéletes élesség nagymestere) kovácsoknak, olyan kardokkal, mint a Kabutovari (Sisakvágó), az Ishikiri (Kővágó) és a Teppokiri (Fegyvervágó). Kardjait ismert és neves harcosok, hadvezérek használták. Kanemicu valószínűleg nem volt Maszamune tanítványa, de nagyban befolyásolták munkásságát a Szosu tradíció vonásai.
- Kunisige (長谷部国重 – Haszebe Kunisige) A Haszebe iskola megalapítója, ahol a Szosu és a Jamasiro második időszak stílusának megfelelő kardokat készítettek. A nevéhez a Hesikiri Hasabe (Az Erőteljes Hasító) nevű kard fűződik, aminek 1. tulajdonosa Tojotomi Hidejosi volt, majd utána Oda Nobunaga. Jelenleg a kard Kuroda Daimjó Ke családi ereklyéje. A kard nevét Oda Nobunaga történetéből kapta, amiben keresztülvágott egy asztalon, hogy megölhesse Kannait, egy teafőző mestert, aki elárulta őt.
- Szaeki Norisige (佐伯 – Szaeki, 則重 – Norisige) A történelem szerint Maszamune legtehetségesebb tanítványa volt, azonban jelenlegi kutatások arra mutatnak, hogy Maszamunével együtt tanult a nagy Sintógo Kunimicu mester alatt. Jól ismert arról, hogy ő az egyetlen, aki képes volt elsajátítani a macukavahada (pálmafakéreg mintájú acél) stílust, ami egyedivé tette pengéit.
- Go Josihiro (郷(江) – Go, 義弘 – Yoshihiro) Korai halála miatt (27 éves) nagyon kevés általa készült kard létezik, és egyetlen olyan fegyver sem létezik, ami meg lenne jelölve a készítő által. Őt tartják a legnagyobb kardkovácsnak Maszamune Dzsittecujából.
- Naocuna (石州出羽直綱作 – Szekisu Izuva Naocuna Szaku, 直綱作 – Naocuna Szaku) Sok elmélet létezik, hogy valójában Szaemonzaburo tanítványa volt. Az ő munkásságára is nagy hatást gyakorolt a Szosu, még ha magam Maszamune nem is tanította közvetlenül.
- Csogi (備州長船住長義作 – Bisu Oszafune dzsu Nagajosi Szaku, 備州國長船住長義 – Bizen Kuni Oszafune dzsu Nagajosi) Valószínűleg nem volt Maszamune közvetlen tanítványa, ugyanakkor nagy hatást gyakorolt rá Maszamune, a Szosu stílus és a Szoden Bizen kardkovácsok munkája.
- Sizu Szaburo Kaneudszi (兼氏 – Kaneuji) Jamatoban élt, majd Minoba ment, hogy Maszamune alatt tanulhasson, aminek hatására stílusa hatalmas változáson ment keresztül. Az általa készült kardok hasonlítanak leginkább Maszamunééire, sőt gyakran össze is tévesztik őket.
- Kindzsu (金重 – Kindzsu) Ő és Kaneudzsi hozták létre a Mino stílust. Curugában a Szeiszen-dzsibe szerzetes volt.
- Kunicugu (来源国次 – Rai Minamoto Kunitsugu) A Szosu és a Jamasiro hagyomány hatásai észlelhetőek munkásságán.
- Szaemonzaburo (左—Sza, 筑州左 – Csikusu Sza, 筑前國住左 – Csikuzen no Kuni dzsu Sza) A Jaszujosi nevet használta, de munkáit a keresztnevében szereplő első két karakterrel látta el. Egyesek szerint egyike Maszamune legnagyobb tanítványainak. ASzosu hagyomány követése mellett megalkotta a Csikuzen hagyományát.

Egyéb tanítványok
- Hiromicu (相模國住人廣光 – Szagami Kuni Dzsunin Hiromicu) Akihiroval megalkották a Szosu stílus második korszakát.
- Szadamune Maszamune vér szerinti, vagy örökbefogadott fia, szintén tanítványa. Apjához hasonlóan nem tüntette fel nevét fegyverein, és szintén egy páratlan kardkovács volt.
- Akihiro (相州住秋廣 – Szosu dzsu Akihiro) (相模國住人秋廣 – Szagami Kuni Dzsunin Akihiro) Maszamune közvetlen tanítványa volt.

## Maszamune által kovácsolt kardok
Maszamune kardjai mind viselik a Maszamune nevét, mind pedig a kard saját, készítőjétől kapott nevét.
Hondzsó Maszamune
Valószínűleg a legismertebb kard Maszamune által. Az egyik legtökéletesebb japán kardnak tartják. 1939 óta japán nemzeti kincsnek számít.
Az Edo-korszak nagy részében a Tokugava sógunátust jelképezte, és sógunról sógunra szállt.
Fudo Maszamune
Egyike annak a kevés kardnak, amin fel van tüntetve a kovács neve. 1601-ben Tojotomi Didecugu vásárolta meg 500 Kanért, majd a sógun Iejaszu tulajdonába került, majd tőle végül Maeda Tosicunéhez került. Maeda Tosicune juttatta vissza a kardot a sógunhoz, valószínűleg akkor, amikor visszavonult. Később a kard az Ovari-Tokugava klánhoz került és köztük öröklődött tovább. A kard megközelítőleg 25 centiméter hosszú, vagyis ez egy tantó (tőr) gyökérmintázatú karcolással a penge külső oldalán. Még megtalálhatók rajta evőpálcikára emlékeztető barázdák (Gomabasi, 護摩箸) és a penge „ura” részén egy sárkány (倶利伽羅, Kurikura).
Muszasi Maszamune
Egy sajátos kard, amely valaha a Tokugava sógunátus tulajdona volt a Kí Uradalmon belül, majd később eljutott a Tokugava család fő ágához is. Ez a kard egy „tacsi”, 74 centiméter hosszú, és fellelhető rajta Maszamune majdnem összes jellegzetessége. Szóbeszédek szerint annak ellenére, hogy a kard Muszasi tartományról van elnevezve (Edo, majd a mai Tokió helyszíne), az eredete onnan ered, hogy valaha Mijamoto Muszasi tulajdonában állt, aki a valaha élt legnagyobb kardforgatóként tartanak számon Japánban. A kard japán nemzeti kincsnek számít.
Kotegiri Maszamune
Kotegiri jelentése Kote Vágó. Oda Nobunagához került a kard, és ő rövidítette le jelenlegi hosszúságára. 1615-ben eljutott a Maeda klánhoz, akik 1882-ben felajánlották ajándékként az akkori uralkodónak, Meidzsi császárnak, aki nagy gyűjtő hírében állt.
Hócsó Maszamune
Ez a név három különböző tantóra vonatkozik Maszamune által. Ezek a kardok szélesebbek, Maszamune karcsú és elegáns stílusához képest.